# Sermaize-les-Bains
Sermaize-les-Bains é uma comuna francesa na região administrativa do Grande Leste, no departamento de Marne. Estende-se por uma área de 17.69 km², e possui 1.848 habitantes, segundo o censo de 2018, com uma densidade de 100 hab/km².